# Разбегаев, Вячеслав Вячеславович
Вячесла́в Вячесла́вович Разбега́ев (род. 14 октября 1965, Москва) — советский и российский актёр театра и кино, телеведущий.

## Биография
Вячеслав Разбегаев родился 14 октября 1965 года в Москве. Учился в школе № 356 Первомайского района (1972 год), школе-интернате № 19 Севастопольского района (с 1973 по 1979), в школе № 716 Первомайского района (1979—1982). В 1982—1983 годах работал на предприятии «Салют». В 1983 году был призван на срочную военную службу в Советскую Армию, служил в Дальневосточном округе. С 1986 по 1988 год работал на киностудии «Мосфильм». В 1988 году поступил в Школу-студию МХАТ (курс И. М. Тарханова). Окончил учёбу в 1992 году и был принят в труппу Центрального академического театра Советской армии, где играл по 2006 год. Также сотрудничал с компанией «Независимый театральный проект».
Женат, воспитывает трёх дочерей.

## Творчество

### Роли в театре

#### Центральный академический театр Российской армии
- 2002 — «Вишнёвый садик» Алексея Слаповского. Режиссёр: Ильдар Гилязев — Азалканов[2]
- 2005 — «Давным-давно» по музыкальной комедии Александра Гладкова и Тихона Хренникова. Режиссёр: Борис Морозов — Поручик Ржевский[3][4]
- «На дне» М. Горького. Режиссёр: Борис Морозов — Васька Пепел[5]
- «Отелло» Шекспира. Режиссёр: Борис Морозов — Кассио
- «Много шума из ничего» Шекспира. Режиссёр: Борис Морозов — Дон Хуан[6]
- «Павел I» — Александр
- «Маскарад» М. Ю. Лермонтова — Звездич
- «Кьоджинские перепалки» Карло Гольдони — Тит Нанне

#### Международная конфедерация театральных союзов
- «Орестея» Эсхила. Режиссёр: Петер Штайн — Вестник
- «Гамлет» Шекспира. Режиссёр: Петер Штайн — Фортинбрас

#### Театр «Ателье»(«Независимый театральный проект»)
- 2002 — «Ladies' night. Только для женщин»[7] по пьесе Энтони МакКартена, Симона Синклера, Жака Коллара — Барри
- 2002 — «Трактирщица»[8] по пьесе К. Гольдони — Кавалер
- 2008 — «Театр по правилам и без» М. Фрейн[9] по пьесе М. Фрейна.
- 2018 — «Ladies' night. Только для женщин»[7] по пьесе Энтони МакКартена, Симона Синклера, Жака Коллара — Берни

#### Театр имени А. С. Пушкина
- 2012 — «Сказки для взрослых» («Маленькие трагедии» А. С. Пушкина) Режиссер: М. Полицеймако — дон Хуан

#### Театральное агентство «Арт-Партнёр XXI»
- «Территория любви» по пьесе М. Кристофера «Дама ждёт, кларнет играет». Режиссёр: Владимир Панков — Джек[10]

### Фильмография
- 1986 — Перехват — Регулировщик на аэродроме (эпизод)
- 1990 — Зверобой — Рэд, английский офицер (в титрах А. Разбегаев)
- 1991 — Мумия из чемодана — Слава
- 1992 — На Дерибасовской хорошая погода, или На Брайтон-Бич опять идут дожди — одесский маньяк под видом милиционера (озвучивает Дмитрий Матвеев)
- 1992 — Женщина в море — Боба
- 1992 — Полёт ночной бабочки  — эпизод
- 1993 — Троцкий — Рамон Меркадер
- 1993 — Стреляющие ангелы — Виктор
- 1994 — Сделай мне больно
- 1999 — 8,5 долларов — Кока
- 2002 — Одиночество крови — Виктор
- 2002 — В движении — жених в клубе
- 2002 — Антикиллер — «Метис», бандит
- 2002 — Пятый ангел — Typпал Caлбиев
- 2003 — Антикиллер 2: Антитеррор —  «Метис», бандит
- 2004 — Личный номер — Умap Taмиев
- 2004 — Потерявшие солнце — Олег
- 2005 — Греческие каникулы — Стефан
- 2005 — Ночной продавец — хозяин мaгазинa
- 2006 — Дикари — Василий
- 2006 — Сделка — Аркадий
- 2006 — Жесть — Павел
- 2006 — Грозовые ворота — Мурад «Шах», бывший генерал ЧРИ, друг Егорова
- 2007 — Лера — Сергей
- 2007 — Диверсант 2: Конец войны — Грачёв
- 2007 — На пути к сердцу — Мазут
- 2007 — Бухта пропавших дайверов — Михаил Перов
- 2008 — Спартакиада. Локальное потепление — Савелий Демидович
- 2008 — Опасная комбинация — Сергей Самсонов
- 2008 — Кризис Веры — Михаил Косолапов
- 2008 — На крыше мира — Павел
- 2008 — Качели — Шакир
- 2009 — О, счастливчик! — агент Майкл
- 2009 — Преступная страсть — опер Алексей
- 2009 — Барвиха — Ростислав Пудеев
- 2009 — Путь домой — Андрей
- 2009 — Обитаемый остров — «Крысолов»
- 2009 — Реквием для свидетеля — граф
- 2009 — Охота на Вервольфа — Курт Йост
- 2009 — Фотограф — Алексей Молчанов, следователь
- 2009 — Антикиллер Д. К. — «Метис», бандит
- 2009 — Райские яблочки. Жизнь продолжается — Игорь
- 2009 — Робинзонка — муж
- 2010 — Гражданка начальница — капитан (ФСИН) Анатолий Владимирович Белов
- 2010 — Байкер — Сергей Фёдорович, отец Лены
- 2010 — Прогулка по Парижу — Борис
- 2010 — Золотой капкан — Свир
- 2011 — Чокнутая — Глеб Губин
- 2011 — Терминал — майор Муратов
- 2011 — Золотые — Ростислав Пудеев
- 2011 — Рейдер — Шамиль Саффиров
- 2011 — Двойная сплошная. Любовь — отец
- 2011 — Объект 11 — Александр Дикой
- 2011 — Пыльная работа — Сергей Иванович Князев
- 2012 — По горячим следам — Андрей Шульгин
- 2012 — Гражданка начальница. Продолжение — капитан, майор (ФСИН) Анатолий Владимирович Белов
- 2012 — Игроки / Players — русский генерал-майор Дмитрий Егоров
- 2012 — Оборотень в погонах — майор Рыков
- 2012 — Ледников — Дмитрий Альмезов
- 2012 — Белый мавр, или Интимные истории о моих соседях
- 2012 — По горячим следам 2 — Андрей Шульгин
- 2012 — Немой — Старлей
- 2013 — Молодёжка — Владимир Белов, родной отец Антона Антипова, приёмный отец Оли
- 2013 — Гнездо Кочета — майор полиции Сергей Кочет
- 2013 — Следователь Протасов — Елисей Данилович Протасов,полковник юстиции,старший следователь по особо важным делам СУ СК РФ по Бурятии
- 2013 — Берега моей мечты — командир корабля Андрей Николаев
- 2014 — Косатка — Игорь Викторович Виноградов, полковник полиции
- 2015 — Любовь и море — Алексей
- 2016 — Гроздья винограда — Василий Григорьев
- 2016 — Экипаж — Виктор Николаевич, представитель Аэрофлота в аэропорту Канву
- 2016 — Мафия: Игра на выживание — Владимир
- 2017 — Защитники — генерал-майор Николай Долгов
- 2018 — Проводник — Лактин
- 2019 — Скажи что-нибудь хорошее — Вячеслав Николаевич Горлов, губернатор Костромской области
- 2019 — Конец невинности — Олег Михайлович Щербинин
- 2022 — Начальник разведки — Лесли Гровс
- 2024 — Тень Чикатило — министр внутренних дел
- 2024 — Мокрые майки —  Юрич, любовник Мары
- 2025 — Значит, нам туда дорога —  Генерал-полковник

### Режиссёрские работы
- Пешка в большой игре (телесериал по роману Данила Корецкого, 10 серий)

### Другие проекты
- Телешоу «Звёзды на льду», транслируемое на Первом канале российского телевидения. Вячеслав Разбегаев принимал участие в соревнованиях в паре с Анной Семенович.[источник не указан 330 дней] В 2009 году принял участие в третьем сезоне шоу «Ледниковый период» того же канала, выступал в паре с Анжеликой Крыловой.[источник не указан 330 дней]
- Озвучивание героев компьютерных игр
  - «Санитары подземелий» — озвучивание главного героя игры Кабана.[источник не указан 330 дней]
  - «Жесть» — озвучивание героя игры Павла[источник не указан 330 дней]
- Снимался в видеоклипах Дианы Гурцкой, Ирины Аллегровой, Любови Успенской и группы Кучера.[источник не указан 330 дней]
- С 2008 года занимается научными исследованиями по истории терроризма и революционного движения в России второй половины XIX века. Результаты были представлены в двухтомном издании "Суд над цареубийцами. Дело 1-го марта 1881 года". / Под редакцией В.В.Разбегаева. — СПб.: Изд. им.Н.И.Новикова, 2014. — Т.1,2. — 698 с. — (Историко-революционный архив). — ISBN 978-5-87991-110-7[источник не указан 330 дней]

### Работа на телевидении
- С 5 сентября 2009 по 28 февраля 2010 года являлся ведущим программы «Поступок» на ДТВ.
- С 8 октября по 25 декабря 2013 года являлся ведущим программы «Агентство специальных расследований» на Пятом канале.

## Санкции
7 января 2023 года, из-за вторжения России на Украину, внесён в санкционный список Украины против лиц «которые публично призывают к агрессивной войне, оправдывают и признают законной вооружённую агрессию РФ против Украины, временную оккупацию территории Украины». Предполагается блокировка активов на территории страны, приостановка выполнения экономических и финансовых обязательств, прекращение культурных обменов и сотрудничества, лишение украинских госнаград.